# Андерсон, Джон (астроном)
Джон Август Андерсон (англ. John August Anderson, 7 августа 1876, Rollag, Миннесота — 2 декабря 1959, Алтадина, Калифорния) — американский астроном, внесший значительный вклад в улучшение астрономических приборов в начале XX века, особенно дифракционных решёток.

## Биография
Джон Август Андерсон родился 7 августа 1876 года в Роллаге, Миннесота, небольшой невключённой общине в округе Клей. Он был шестым ребёнком Бреде и Эллен Марты Берге.
После завершения своего среднего образования Андерсон учился в колледже Конкордия в Морхеде, штат Миннесота, с 1891 по 1893 год. Затем он продолжил учёбу в Миннесотском университете Морхеда (бывшая Педагогическая школа Морхеда) с 1893 по 1894 год. В январе 1899 года он поступил в университет Вальпараисо в Индиане, где получил степень бакалавра наук в августе 1900 года.
После получения степени бакалавра Андерсон работал учителем до 1904 года, когда решил продолжить своё образование. Он поступил в Университет Джонса Хопкинса, где продолжил обучение в аспирантуре под руководством профессора Джозефа Свитмана Эймса по изучению спектров поглощения и излучения соединений неодима и эрбия. После получения докторской степени в 1907 году Андерсон остался в Университете Джонса Хопкинса и стал профессором астрономии в 1908 году. Он продолжал исследования спектров поглощения и излучения, и «его попросили взять на себя управление управляющей машиной, сконструированной Генри Роуландом, великим американским пионером спектроскопии. Андерсон усовершенствовал машину Роуленда, чтобы производить решетки с ещё более высокой разрешающей способностью» и продолжить их производство, так как высококачественные дифракционные решётки в то время пользовались большим спросом. В 1912 году по просьбе Джорджа Э. Хейла он взял годовой отпуск в Университете Джонса Хопкинса, чтобы контролировать и помогать со строительством большой направляющей машины в обсерватории Маунт-Вилсон. В 1913 году он вернулся в Университет Джонса Хопкинса, но в 1916 году ушёл работать в Маунт-Вилсон. Его наиболее заметным вкладом была адаптация метода интерферометра Майкельсона для измерения близких двойных звёзд. Он использовал вращающуюся маску в фокусе, чтобы измерить разделение Капеллы. В 1920-х годах он сотрудничал с Гарри О. Вудом в разработке сейсмометра Вуда-Андерсона. В 1928 году, после того как Калифорнийский технологический институт получил средства на строительство 200-дюймового телескопа Паломар, Хейл попросил его стать исполнительным директором недавно сформированного Совета обсерватории, в обязанности которого входило наблюдение за всеми аспектами проекта. В течение следующих двадцати лет Андерсон руководил и участвовал в выборе площадки, проектировании и тестировании 200-дюймового зеркала, создании и эксплуатации оптического цеха, а также разработке и тестировании конструкции телескопа и особенно его приборов. Андерсон оставался главой Совета обсерватории до открытия телескопа в июне 1948 года.
Он умер 2 декабря 1959 года в возрасте 83 лет в Алтадине, штат Калифорния. В его память назван кратер Андерсон на Луне.
В 1924 году он был награждён медалью Говарда Поттса Института Франклина.